# Littau
Littau (toponimo tedesco) è un distretto e un circondario di 8 440 abitanti del comune svizzero di Lucerna, nel distretto di Lucerna Città (Canton Lucerna).

## Geografia fisica
Secondo i rilevamenti del 2011 Littau aveva un'area di 13,25 km²: il 52,3% era utilizzato per scopi agricoli, il 21,1% era coperto da boschi, il 24,8% era costituito da insediamenti (costruzioni o strade) e il rimanente 1,7% era zona non produttiva. Dei terreni agricoli, il 49,17% era utilizzato per fattorie o pastorizia e il 3,19% era utilizzato per frutteti o vigneti; dell'area degli insediamenti, il 10,47% era coperta da costruzioni, il 4,29% era insediamento industriale, l'1,96 era classificato come sviluppo speciale, il 2,33% era parchi o zona verde e il 5,8% era costituito da infrastrutture di trasporto; delle zone non produttive, l'1,66% erano percorsi d'acqua non produttivi (fiumi) e lo 0,008% erano altre zone non produttive.

## Storia

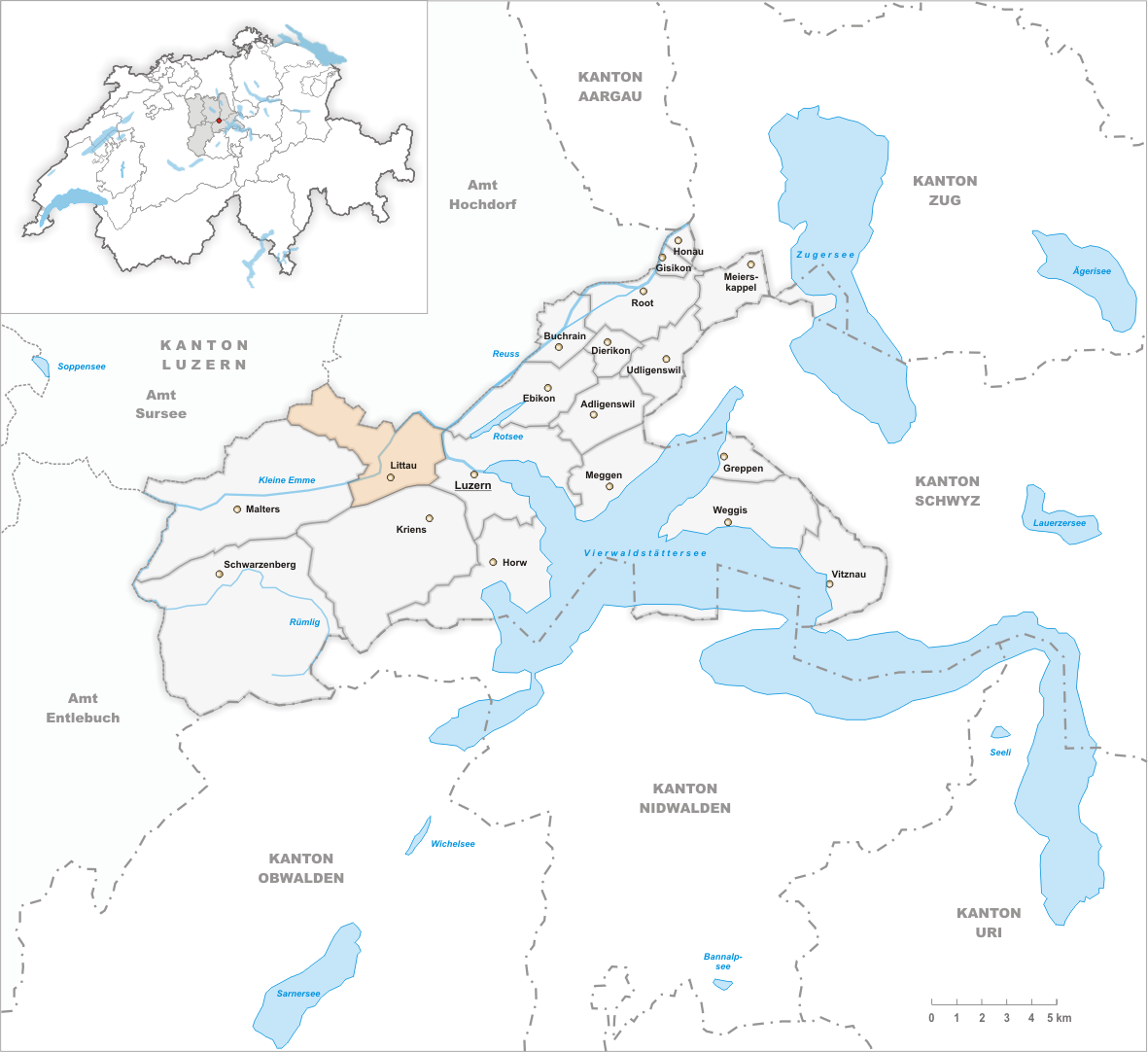
Il territorio del comune di Littau prima degli accorpamenti comunali del 2010

Già comune autonomo che si estendeva per 13,25 km², in seguito al risultato favorevole del referendum del 17 giugno 2007 il 1º gennaio 2010 è stato accorpato a quello di Lucerna.

## Monumenti e luoghi d'interesse

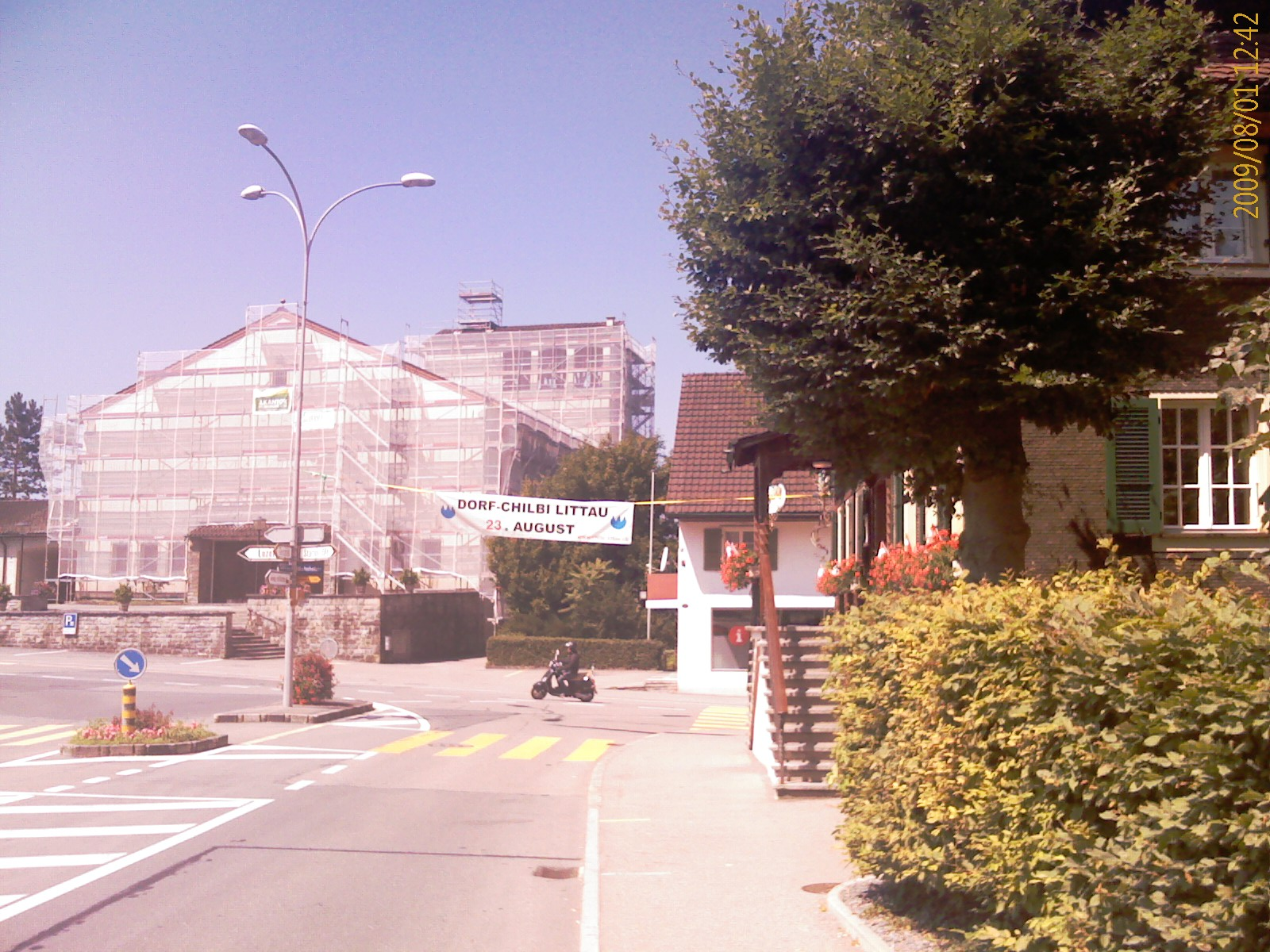
La chiesa di San Teodulo

- Chiesa parrocchiale cattolica di San Teodulo, eretta nel X-XI secolo e ricostruita dopo il 1839[2];
- Fortezza di Thorenberg (già Tornberg), in rovina dal 1369 e ricostruita nel XIX secolo[2].

## Società

### Evoluzione demografica
L'evoluzione demografica è riportata nella seguente tabella:
Abitanti censiti

## Geografia antropica
Il soppresso comune di Littau era costituito dai quartieri di Littau Dorf, Littauerboden, Niederlittau, Reussbühl e Ruopigen e dalle fattorie isolate del Littauerberg; dopo la fusione con Lucerna il distretto e circondario di Littau comprende i quartieri di Matt, Littau Dorf, An der Emme e Littauerberg.

## Infrastrutture e trasporti

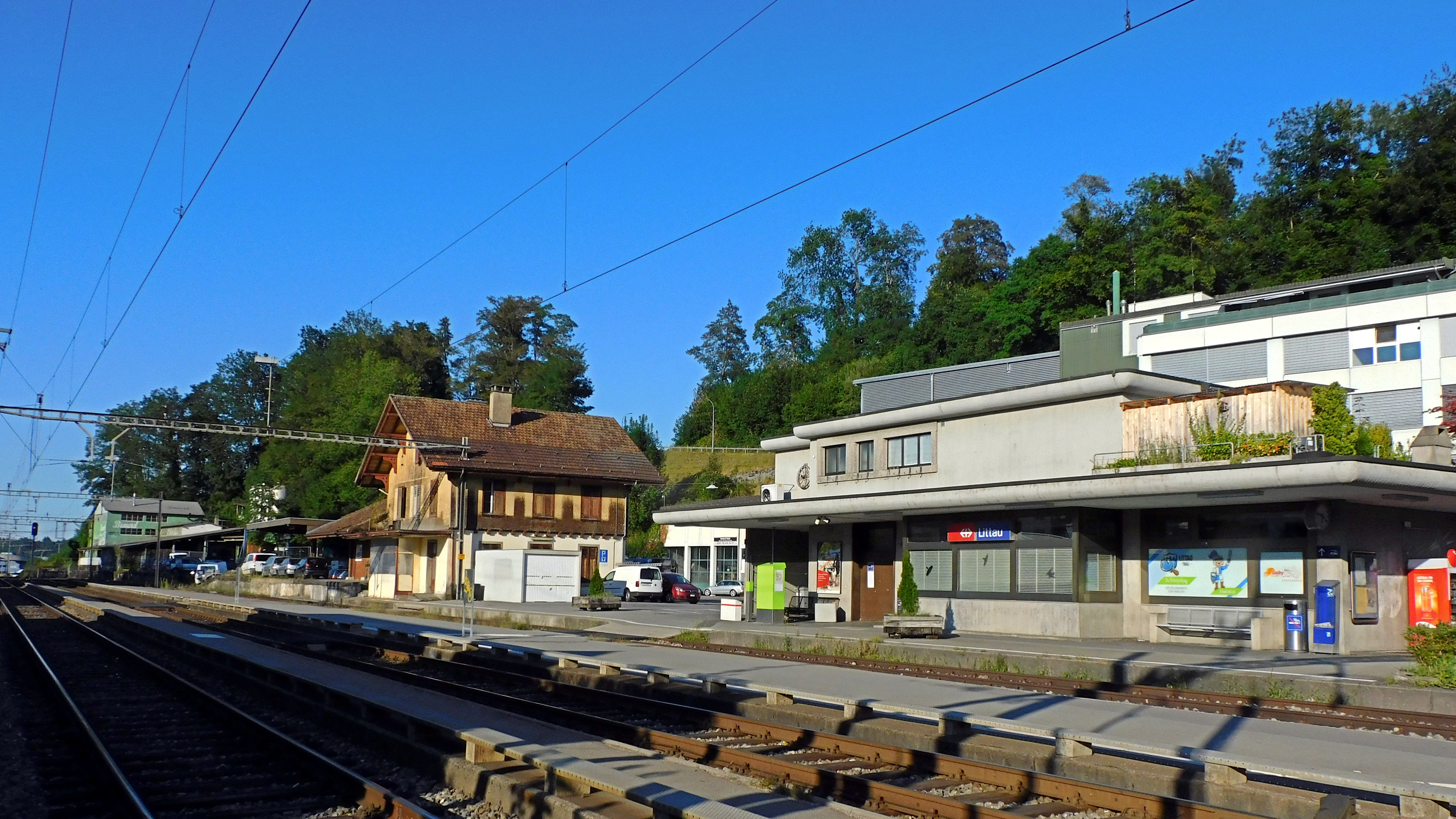
La stazione ferroviaria

Il quartiere è servito dalla stazione di Luzern Littau sulla ferrovia Berna-Lucerna.